# Галицько-Буковинський курінь Січових Стрільців
Галицько-буковинський курінь січових стрільців — військовий підрозділ, сформований у листопаді 1917 року в Києві з колишніх військовополонених ЗС Австро-Угорщини наддністрянців — галичан і буковинців (частково з УСС) — при ЗС Української Центральної Ради. Становив 3-й курінь полку ім. гетьмана П. Дорошенка.

## Формування
Організацію формування, за підтримки Володимира Кедровського, розпочав Василь Дідушок. Згодом до агітації приєдналися Кость Воєвідка, Федір Черник, Іван Чмола та Роман Дашкевич, а у вересні й Євген Коновалець.
Певним ідеологічним поштовхом для мобілізації складу ГБК стало рішення уряду Австро-Угорщини надати полякам автономію на території Сх. Галичини та претензії останніх щодо Холмщини та частини Волині. З приводу цієї події у листопаді комітетом було зібрано віче на котрому зокрема виступив Симон Петлюра.
Першу сотню підрозділу, формування котрої було завершено в грудні 1917-го, очолив Федір Черник, другу Іван Чмола. На кінець року курінь налічував близько 500-т багнетів, на початок січня 700-т. По першій порі формування мало, властиві й іншим тогочасним підрозділам українського війська, вади — брак дисципліни, недостатню боєздатність, дезертирство та вразливість перед більшовицькою пропагандою, не всі були готові підняти зброю проти австро-угорців тощо. Наприкінці 1917-го Коновалець, очоливши курінь, змінив Дідушка та ініціював додаткове призначення до формування полонених УССів: Андрія Мельника, Романа Сушка, Дмитра Герчанівського, Василя Кучабського та інших.
Було утворено дорадчий орган командування — Стрілецьку раду. Серед основ статуту ГБК зазначалися боротьба за самостійну Соборну Українську Державу та суворе дотримання субординації. По завершенню формування підрозділ було перейменовано на 1-й курінь Січових Стрільців. При курені почалося формування Студентського куреня для допомоги з охорони державних установ.
Після реорганізації курінь (660—700 вояків) здійснював охорону УЦР, її голови — Михайла Грушевського, штабу Київського військового округу. В січні-лютому 1918-го брав участь в обороні столиці від більшовицьких військ М. Муравйова та придушенні більшовицького заколоту в місті.
Від 8 квітня, після проведеної мобілізації, 1-й полк Січових Стрільців. Наприкінці квітня полк нараховував 3 тис. стрільців, близько 1/4 формації становили наддніпрянці. Новобранці мали зобов'язання підписати як мінімум короткостроковий контракт на пів року. Додатково створено школу підстаршин та реєстраційну канцелярію для обліку інформації по проходженню вояками служби -до- та -у- полку СС. Проте після Гетьманського перевороту на початку травня полк було роззброєно й розформовано. Частина його вояків увійшли до різних підрозділів Запорізького корпусу, дві сотні (2-га та 12-та) було переформатовано на комендантські охоронні підрозділи.

## Склад

### Керівництво
- Євген Коновалець — командувач
- Андрій Мельник — начштабу
- Михайло Матчак — курінний ад'ютант
- Гриць Гладкий — начальник канцелярії
- Іван Даньків — начгосп
- Кость Воєвідка — головний лікар

### Дієве військо
- Сотня скорострілів (бл. 150 вояк)
  - Федь Черник
- 1-ша піша сотня (понад 200-ті)
  - Іван Чмола
- 2-га піша сотня (понад 200-ті)
  - Роман Сушко
- Сотня резерву (бл. 150)
  - Володимир Кучабський
- Гарматна батарея (12 гармашів)
  - Роман Дашкевич